# Katharina Weninger

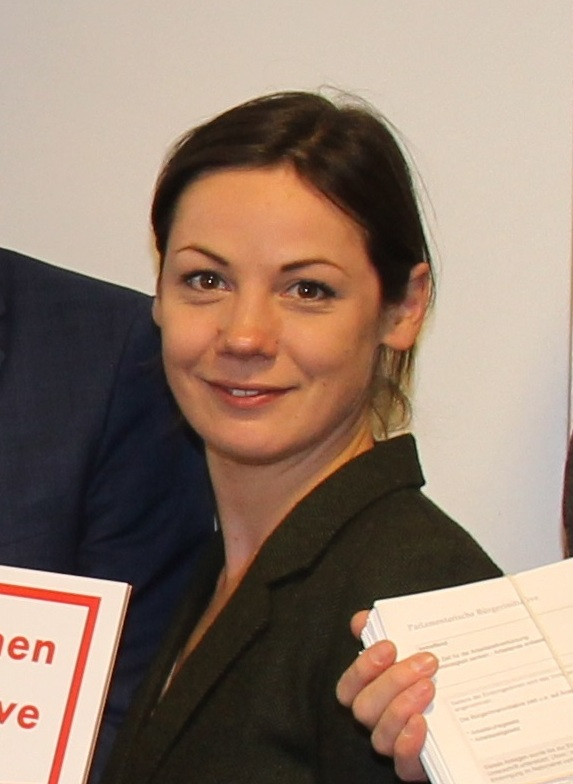
Katharina Weninger (2017)

Katharina Weninger (* 4. April 1986) ist eine österreichische Politikerin der Sozialdemokratischen Partei Österreichs (SPÖ). Seit dem 24. November 2020 ist sie Abgeordnete zum Wiener Landtag und Mitglied des Wiener Gemeinderates.

## Leben
Katharina Weninger wuchs in Perchtoldsdorf auf, wo sie das Bundesgymnasium und Bundesrealgymnasium besuchte. Nach der Matura ging sie nach Wien und begann ein Studium der Politikwissenschaft, das sie als Bachelor of Arts abschloss.
Von 2011 bis 2013 war sie Bundessekretärin der Jungen Generation der SPÖ, der sie bis 2022 vier Jahre lang als Landesvorsitzende in Wien vorstand. 2016 wurde sie Bundesgeschäftsführerin im Sozialdemokratischen Wirtschaftsverband (SWV). Ab 2015 war sie als Bezirksrätin Mitglied der Bezirksvertretung im 12. Wiener Gemeindebezirk Meidling, wo sie im April 2019 Wilfried Zankl als Bezirksvorsteher-Stellvertreterin nachfolgte.
Am 24. November 2020 wurde sie in der konstituierenden Sitzung der 21. Wahlperiode als Abgeordnete zum Wiener Landtag und Mitglied des Wiener Gemeinderates angelobt, wo sie Mitglied im Gemeinderatsausschuss für Finanzen, Wirtschaft, Arbeit, Internationales und Wiener Stadtwerke wurde.
2022 folgte ihr Alexander Ackerl als Vorsitzender der Jungen Generation Wien nach. Als Bundesgeschäftsführerin des Sozialdemokratischen Wirtschaftsverbandes wurde sie 2024 von Lucia Grabetz abgelöst.